# Miloslav Petrusek
Miloslav Petrusek (15. října 1936 Zlín – 19. srpna 2012 Praha) byl český sociolog, vyučující na Fakultě sociálních věd Univerzity Karlovy. V letech 1991–1997 byl jejím druhým děkanem. V roce 1992 byl jmenován profesorem. V letech 1997–2000 byl prorektorem Univerzity Karlovy.

## Životopis

### Do roku 1989
Petrusek vystudoval v letech 1954–1959 filozofii a dějepis na Filozofické fakultě Masarykovy univerzity v Brně, jeho diplomová práce nesla název Světový názor T. G. Masaryka. Po dvouleté základní vojenské službě (1959–1961) se stal vyučujícím filozofie a formální logiky na Pedagogickém institutu ve Zlíně, věnoval se však i sociologii, která byla v té době jako věda silně omezena.
V období 1964–1967 byl výzkumným pracovníkem Ústavu sociálně-politických věd Univerzity Karlovy. V roce 1966 získal titul kandidát sociologických věd a doktor filozofie. V ústavu pod vedením Pavla Machonina vznikl výzkum sociální stratifikace československé společnosti, největší sociologický výzkum této doby. Po sovětské okupaci v srpnu 1968 však musely být jeho výsledky staženy, stejně jako vydaný Malý sociologický slovník vytvořený kolektivem autorů.
Mezi lety 1967–1979 působil jako odborný asistent katedry sociologie Filozofické fakulty UK. V roce 1970 mu bylo zrušeno členství v KSČ a výrazně omezeny publikační i pedagogické možnosti. Vzhledem ke zhoršenému zdravotnímu stavu byl v letech 1979–1987 formálně veden jako vědecký pracovník, ve skutečnosti pracoval jako pomocný knihovník na FF UK. V této době také spolupracoval s brněnskými disidenty a připravoval knihy, které však mohly vyjít až po roce 1989.

### Po roce 1989
Po revoluci byl Petrusek v roce 1990 habilitován jako docent pro obor sociologie na Filozofické fakultě Univerzity Karlovy v Praze a mj. také zvolen předsedou Masarykovy československé sociologické společnosti. Podílel se na založení Fakulty sociálních věd UK a v letech 1991–1997 byl jejím druhým děkanem. V letech 1997–2000 byl prorektorem UK pro studijní záležitosti. Významně se angažoval v redakci Sociologického nakladatelství (SLON), v Sociologickém časopise a v mnoha vědeckých radách a odborných grémiích. Od roku 1998 byl členem Učené společnosti ČR.
V roce 2013 na Karlově univerzitě vznikla Cena Miloslava Petruska za reprezentaci a propagaci, přičemž má hodnocení došlých návrhů v gesci Komise pro komunikaci a PR UK (KaPR). Cena je udělována za pozitivní počin, který má významný dopad na vytváření pozitivního vnímání univerzity. Návrh podávají děkani fakult, ředitelé dalších součástí, členové Vědecké a Správní rady univerzity a členové Akademického senátu univerzity. O udělení ceny rozhoduje rektor.

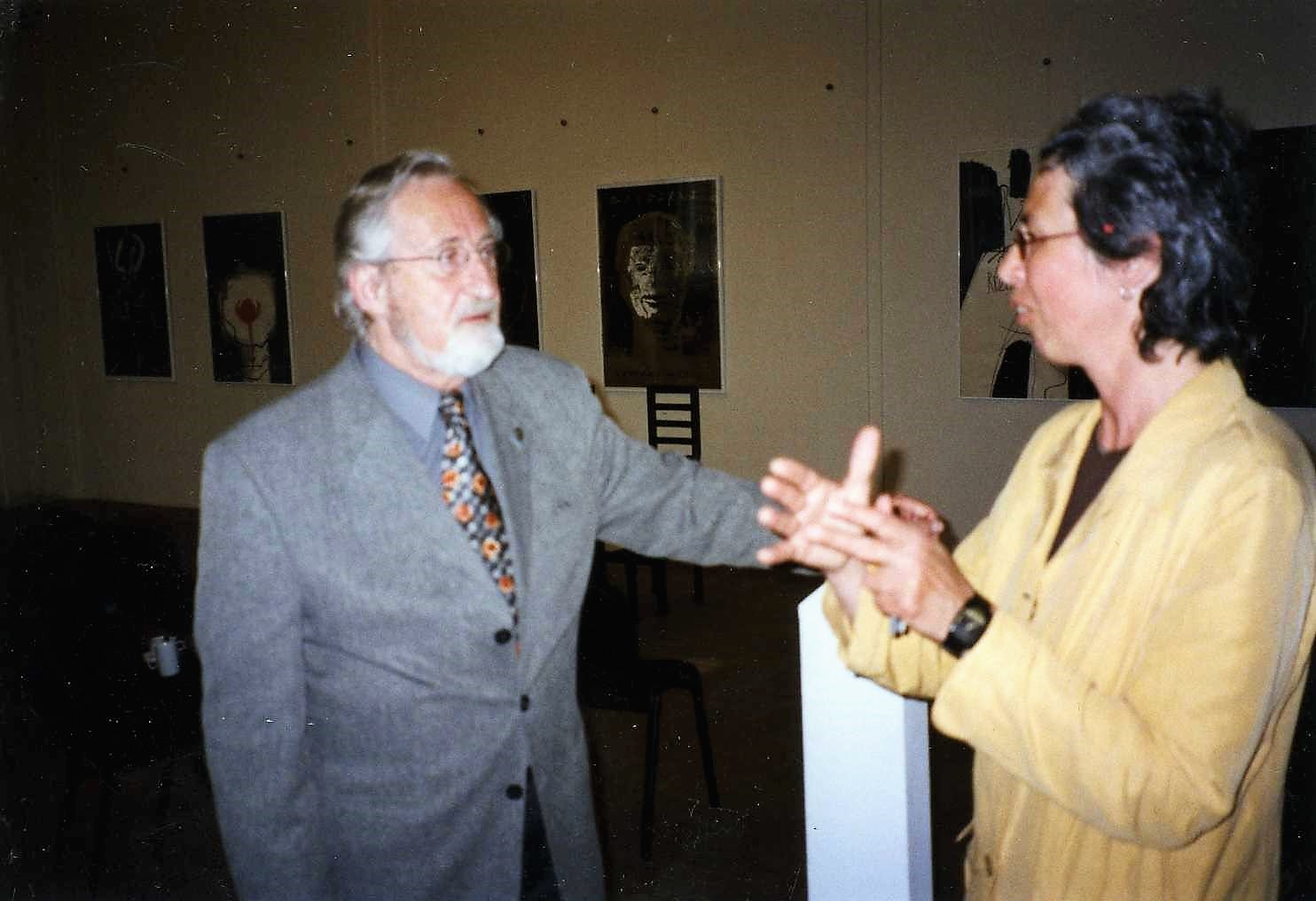
Prof. Petrusek na přednášce v Muzeu umění a designu Benešov (2010)